# 大竹平八郎
大竹 平八郎（おおたけ へいはちろう、1904年（明治37年）2月8日‐ 1985年（昭和60年）5月17日） は、大正から昭和期のジャーナリスト、政治家。参議院議員。

## 経歴
群馬県群馬郡渋川町（北群馬郡渋川町を経て現渋川市下之町）で、呉服商・大竹直四郎（なおしろう）、タミ夫妻の四男として生まれた。1918年（大正7年）渋川尋常高等小学校高等科（8年制）を卒業し、上京して 独学。
1926年（大正15年）帝国通信社に入社し無産政党、労働問題の担当記者となる。その後、同社政治部長、大阪帝国通信社東京支社長などを歴任。1934年（昭和9年）文部省嘱託に転じた。長江産業貿易開発協会（のち日華経済協会）を成立し常任理事に就任し、1945年（昭和20年）理事長となる。また廣池千九郎に協力して廣池学園の創設に尽力し理事に就任。
1956年（昭和31年）7月の第4回参議院議員通常選挙で全国区から出馬して初当選し、その後、第6回、第8回通常選挙でも再選され、参議院議員に連続3期在任した。この間、同志会国会対策部長、参議院大蔵委員長、同災害対策特別委員長、裁判官弾劾裁判所裁判長、参議院物価等対策特別委員長、選挙制度審議会特別委員、参議院予算委員長、自由民主党遊説局長、同総務などを務めた。
また、廣池学園の麗澤大学の設立に尽力した。
1974年（昭和49年）春の叙勲で勲二等旭日重光章受章。
1985年（昭和60年）5月17日死去、81歳。死没日をもって正四位に叙される。